# 킹 크리올
《킹 크리올》(King Creole)는 마이클 커티즈가 연출, 엘비스 프레슬리, 캐롤린 존스, 월터 매튜가 주연한 1958년 미국 뮤지컬 드라마 영화다. 할 B. 월리스가 프로듀서를 맡고, 1952년 소설 《대니 피셔의 묘석》(A Stone for Danny Fisher)을 기반으로 한 영화는, 불한당들과 얽히면서 두 여자를 알게 된 19세 대니 피셔를 다루고 있다.
프레슬리는 훗날 연기 경력 동안 본인이 연기한 등장인물들 가운데에서도, 《킹 크리올》의 대니 피셔가 가장 으뜸이었다고 술회했다. 영화 제작을 위해 프레슬리는 입영 날짜를 1958년 1월에서 3월로 연기, 그 즉슨 60일을 유예받았다. 뉴올리언스 촬영은, 프레슬리 같은 연예인을 쫓는 군중 때문에 몇 번이나 연기되었다.
1958년 7월 2일 파라마운트 픽처스를 통해 개봉, 평단과 상업 성적 모두 휘어잡았다. 비평가들은 프레슬리의 연기를 이구동성으로 호평했다. 《킹 크리올》은 《버라이어티》 집계의 박스오피스 차트에서 5위에 자리했다.
사운드트랙 노래 〈Hard Headed Woman〉는 《빌보드》 팝 싱글 차트 1위를 달성, R&B 차트에서 2위를 달성, 그리고 미국음반산업협회에서 골드 인증을 받는다. 한편 사운드트랙 음반은 《빌보드》 앨범 차트에서 2위에 올랐다.

## 줄거리
대니 피셔(엘비스 프레슬리)는 등교 전, 방과 후에 가계를 지탱하고자 품팔이하는 19세 고등학생이다. 아버지(딘 재거), 누이 미미(잰 셰퍼드)가 그의 가족원이다. 모친의 별세 이후로, 약사로 일하던 그 아버지는 시름에 빠져 그만 직업을 잃고, 가세가 기운 가족은 뉴올리언스의 프렌치 쿼터로 이사한다.

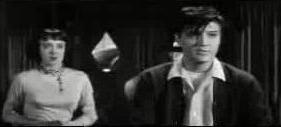
맥시 필드의 고객들로부터 로니를 비호하는 대니

일하던 어느 아침, 대니는 로니를 모욕적인 데이트에서 구조해 데려 나간다. 대니의 고등학교로 택시를 타고 이동한 뒤, 로니는 그에게 키스한다. 대니는 그 주위 학우들의 놀림에 대한 반응으로, 로니와 맞키스를 나누고, 자신을 조롱하는 말을 한 그들 중 한 명의 면상에 주먹질을 날린다. 대니는 이 반응 때문에 교장실로 소환된다. 이곳에서 피어슨 담임교사는, 교장 에반스에게 그 어리석은 품행 때문에 졸업하지 못할 것이라고 말한다. 에반스는 그를 동정하지만, 지원해줄 힘은 없었다. 대니는 결국 학교를 퇴학하기로 결정하고 일을 물색하러 다니기로 한다. 아버지는 그 결정을 반대하며, 학교에 남으라고 설유한다.
대니가 학교 운동장에서 나오자, 세 명의 남자들이 그를 골목으로 꾀어낸다. 이들의 리더, 샤크(빅 모로)는 알고보니 대니가 학교에서 가격한 그 학생의 형이었다. 대니의 유창한 변명은 샤크를 감응시키고, 샤크는 대니를 자기 갱에 합류시킨다. 그 이후 샤크는 자기 갱이 파이브 앤 다임 잡화점을 털 동안 〈Lover Doll〉을 불러 고객 및 직원의 주의를 끌 것을 요구한다.

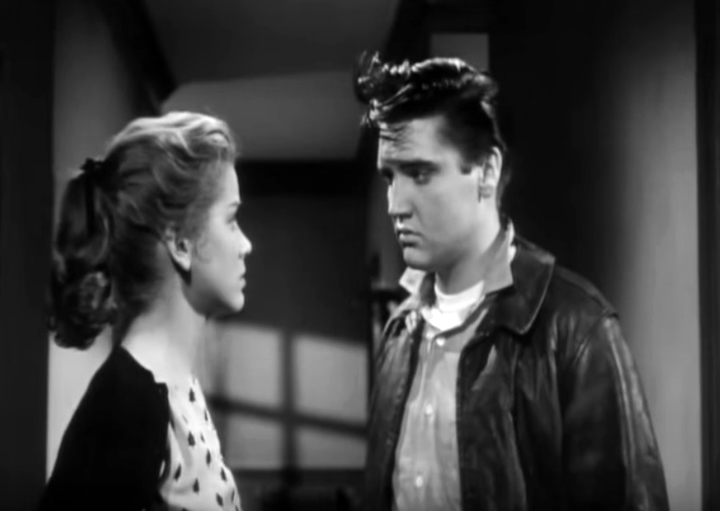
다시 만날 의향이 있음을 대니에게 털어놓는 넬리

스낵 바에서 종업하는 넬리(돌로레스 하트)만이, 대니의 범죄 공모를 인지하였거니와, 그 사실을 고발하지 않았다. 이후 대니는 넬리를 호텔에서 열린다고 하는, 지어낸 파티에 초대한다. 방에 아무도 없음을 확인한 넬리는, 눈물을 훔치기 시작하고, 대니를 다시 만날 의향이 있되, 지금 같은 상황에서는 안 되겠다고 말한 뒤 그 자리를 떠난다.
바야흐로 이슥한 밤, 대니는 일자리를 얻은 더 블루 셰이드 나이트클럽에서 로니를 재회했다. 처음에는 그 클럽 소유주 맥시 필드(월터 매튜), 별칭 "더 피그(The Pig)"의 연인으로서 작반했기에, 그를 모르는 척 했다. 맥시가 그 말을 믿지 않고 추궁하자, 그는 대니의 노래를 들은 바 있다고 설명한다. 그러자 맥시는 대니더러 노래 재능을 증명하라고 우김질한다. 그렇게 연예하게 된 〈Trouble〉이, 그 근방에서 유일하게 맥시가 소유하지 않은 나이트클럽 킹 크리올의 정직한 소유주 찰리 레그랜드를 동하게 만든다. 감명 받은 레그랜드는 대니에게 클럽 전속 가수직을 제안한다.
한편, 그의 부친은 약국에서 약사로 취직에 성공한다. 하지만 그의 상사 프리몬트(개빈 고든)은 자기 상사의 강권에 억지로 그를 고용하는 바람에, 앙갚음의 수단으로서 끊임없이 그의 위신을 낮춘다. 이는 대니의 부끄러움을 사게 된다. 이러한 상황은 대니가 아버지의 의지를 거슬러 찰리의 제안을 수락하는 계제로 작용된다. 일을 받아들인 대니는, 곧 킹 크리올에서 입신양명한다. 맥시는 이에 그를 고용하려 하지만, 그는 찰리에 대한 충성심을 이유로 거절한다.
맥시 수하에서 일하게 된 샤크는, 대니에게 프리몬트를 두들겨 패 주자고 제안한다. 어느 밤, 폭우 때문에 프리몬트의 모자와 외투를 빌려 입은 채 가게를 나서는 피셔 아버지를, 샤크가 발견한다. 자기 목적에 있어 더 적당하겠다는 생각에 맥시는 그를 강도질하기로 결심한다. 대니 아버지는 심한 상을 당해 고가의 수술비가 필요한 지경이었다. 맥시는 집도 의사에게 치료비를 지불, 이후 그 강도질에 연루되었음을 아버지에게 폭로하겠노라 협박하여 계약을 강요한다. 분연한 대니는 맥시를 마구 때린 뒤 로니의 탈출에 조력한다.
맥시는 대니를 쫓는 심복을 붙인다. 샤크 및 다른 갱원들이 골목으로 그를 유인하고, 대니는 추격자들 중 한 명을 기절시킨다. 샤크는 대니를 찌르려고 하나, 몸싸움 중에 자기를 척살하고 만다. 그 후 로니는 피를 철철 흘리는 대니를 발견, 회복을 위해 바이유에 위치한 자기 집으로 데려간다. 그녀는 그에게 제 어두운 과거를 잊고 자신을 계속 사랑해주겠는가 묻는다. 대니는 대수롭지 않은 일이라면서 키스한다. 그때 마침, 대니의 옛 갱원 더미(잭 그리니지)를 대동해 자동차를 몰고 온 맥시가, 총을 쏘아 로니에게 치명상을 입힌다. 대니와 정분을 쌓아왔던 터인 더미는, 맥시와 몸씨름을 벌인다. 총을 손에서 뿌리치고, 고용주를 죽음으로 몰아넣는다.
킹 크리올로 귀환한 대니는, 청중 속의 넬리에게 "과거는 잊어버리고, 미래를 생각합시다. 당신이 첫 사랑은 아니었지만, 당신은 마지막 사랑입니다."라고 노래한다. 그 부친 역시 아들이 노래하는 모습을 지켜보고 있었다.

## 출연

### 주연
- 엘비스 프레슬리

### 조연
- 캐럴린 존스
- 월터 매튜
- 돌로레스 하트
- 딘 자거
- 릴리안 몬테베치
- 빅 모로
- 폴 스튜어트
- 브라이언 G. 휴튼
- 잭 그린네이지
- 딕 윈슬로
- 레이몬드 베일리
- 하젤 보인
- 잔 쉐파드

## 기타
- 원작자: 해롤드 로빈스
- 미술: J. 맥밀런 존슨
- 미술: 헐 페레이라
- 의상: 에디스 헤드
- Ass-PD: 폴 나단